# IIHF Challenge Cup of Asia 2019
IIHF Challenge Cup of Asia 2019 byl turnaj v ledním hokeji, který se konal od 1. do 9. března 2019 v Malaysia National Ice Skating Stadium v Petaling Jayi nedaleko Kuala Lumpuru v Malajsii. Turnaje se zúčastnilo sedm mužstev, která byla rozdělena do dvou výkonnostních skupin. V silnější nasazené skupině A spolu hrála čtyři družstva každé s každým jedenkrát a ve slabší skupině B tři družstva každé s každým dvakrát. Poté se v předkole vyřazovací části střetl třetí a čtvrtý celek skupiny A s prvním a druhým celkem skupiny B. Do semifinále se poté zapojily i celky z prvního a druhého místa ve skupině A. V turnaji nenastala ani jedna remíza a tak nedošlo na prodloužení. Vítězství si připsali hráči Mongolska před hráči Filipín a hráči Singapuru.

## Výsledky

### Skupina A
|      | Skupina A | Filipíny | Mongolsko | Malajsie | Singapur | V | VP | PP | P | VG | OG | B |
| SF1  | Filipíny  | ***      | 6:3       | 7:4      | 7:1      | 3 | 0  | 0  | 0 | 20 | 11 | 9 |
| SF2  | Mongolsko | 3:6      | ***       | 9:5      | 13:3     | 2 | 0  | 0  | 1 | 25 | 14 | 6 |
| PSF2 | Malajsie  | 4:7      | 5:9       | ***      | 6:2      | 1 | 0  | 0  | 2 | 15 | 18 | 3 |
| PSF1 | Singapur  | 4:7      | 3:13      | 2:6      | ***      | 0 | 0  | 0  | 3 | 9  | 26 | 0 |

### Skupina B
|      | Skupina B | Indonésie | Macao    | Omán     | V | VP | PP | P | VG | OG | B |
| PSF1 | Indonésie | ***       | 6:3, 3:4 | 3:2, 6:5 | 3 | 0  | 0  | 1 | 18 | 14 | 9 |
| PSF2 | Macao     | 3:6, 4:3  | ***      | 6:1, 1:7 | 2 | 0  | 0  | 2 | 14 | 17 | 6 |
| 7.   | Omán      | 2:3, 5:6  | 1:6, 7:1 | ***      | 1 | 0  | 0  | 3 | 15 | 16 | 3 |

### Play-off a pořadí

#### Play - off
|  | 1. předkolo   | Singapur  | 7:4  | Indonésie |
|  | 2. předkolo   | Malajsie  | 8:1  | Macao     |
|  | 1. semifinále | Filipíny  | 6:1  | Singapur  |
|  | 2. semifinále | Mongolsko | 12:6 | Malajsie  |

#### Finále a zápasy o umístění
|    | Finále     | Mongolsko | Filipíny |
| 1. | Mongolsko  | ***       | 6:3      |
| 2. | Filipíny   | 3:6       | ***      |
|    | o 3. místo | Singapur  | Malajsie |
| 3. | Singapur   | ***       | 4:0      |
| 4. | Malajsie   | 0:4       | ***      |
|    | o 5. místo | Indonésie | Macao    |
| 5. | Indonésie  | ***       | [ 2 ]    |
| 6. | Macao      | [ 2 ]     | ***      |